# Hlidskialf

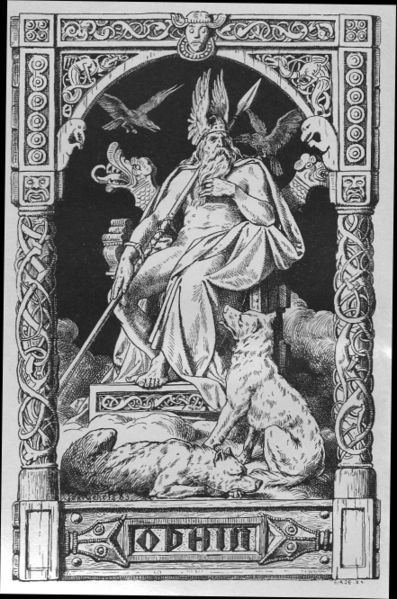
Odin auf dem Hlidskialf.

Hliðskialf (altnordisch Hliðskjálf „Schelf des Mitgefühls“), auch Lidskialf oder Lidskjälf, ist in der nordischen Mythologie der Thron des Hauptgottes Odin beziehungsweise der Ort, an dem sich dieser befindet. Er steht im Götterpalast Valaskjalf in Asgard, der in manchen Darstellungen mit Odins großem Saal Walhall gleichgesetzt wird.
Von seinem Thron aus kann Odin alle neun Welten des germanischen Weltbildes überblicken, was als Fähigkeit, alles sehen und alles hören (erlauschen) zu können, gedeutet wird. Die Vorstellung einer Allwissenheit für die oberste Gottheit ist in der Mythologie nicht unüblich. Bemerkenswert ist aber, dass diese göttliche Fähigkeit strikt ortsgebunden gedacht ist. Da Odin auch Loki von seinem Thron aus nicht sucht, aber doch entdeckt, erscheint diese Gabe zudem auch auf andere Gottheiten anwendbar. Selten, etwa in der Grimnismál, wird auch berichtet, dass die Göttin Frigg neben Odin sitze. Auch Freyr besteigt in der Skírnismál kurzfristig den Thron.

„[...] da ist ferner ein großer Saal, der Walaskialf heißt: das ist Odins Saal. [...] In diesem Saal ist der Hochsitz, der Hlidskialf heißt, und wenn Allvater [das ist Odin] auf diesem Hochsitz sitzt, so übersieht er die ganze Welt.“